# How Am I Supposed to Live Without You
„How Am I Supposed to Live Without You“ (Jak mám žít bez tebe) je píseň původně nazpívaná Laurou Branigan a později Michaelem Boltonem. Boltonova verze v lednu 1990 vedla americkou hitparádu Billboard Hot 100.
Bolton tuto píseň původně i pro Lauru Branigan napsal, ale její verze z roku 1983 mnoho úspěchů nezaznamenala, proto se rozhodl tuto píseň přezpívat sám a měl s ní úspěch.

## Úryvek texty
Tell me how am I suppose to live without you
Now that I've been lovin' you so long
How am I suppose to live without you
How am I suppose to carry on
When all that I've been livin' for is gone